# Dänische Gebärdensprachen
Die Dänischen Gebärdensprachen bestehen aus drei Gebärdensprachen: Dansk tegnsprog (DTS, Dänische Gebärdensprache), Norsk tegnspråk (NTS, Norwegische Gebärdensprache) (einschließlich Malagasy Sign Language) und Íslenskt táknmál (ÍTM, Isländische Gebärdensprache). Sie ist eine Untergruppe der Französischen Gebärdensprachen.
Henri Wittmann ordnete die DTS den Französischen Gebärdensprachen zu, obwohl sie auch von gleichen lokalen Pidgin-Sprachen aus Skandinavien beeinflusst wurde wie die Svenskt teckenspråk (STS, Schwedische Gebärdensprache).
Laut Ethnologue ist die DTS weitestgehend mit der STS verständlich, obwohl die STS zu den Britischen Gebärdensprachen zählt.

## Sprachen
- DTS (LSF mit lokalen Gebärden, 1806)
  - NTS (1825)
    - Malagasy Sign Language (1950)

  - ITM (ca. 1910)
  - Faroese Sign Language (1960)
  - Greenlandic Sign Language (1950)